# Mõisaküla (Torgu)
Mõisaküla – wieś w Estonii, w prowincji Sarema, w gminie Torgu.